# Philip Farkas
Philip Farkas (* 5. März 1914; † 21. Dezember 1992) war ein US-amerikanischer Hornist und Mitbegründer der International Horn Society.
Als Kind erhielt zunächst Unterricht auf dem Klavier. Mit zwölf schloss er sich den Boy Scouts of America an, die jemanden für das Flügelhorn suchten. Er nahm Unterricht bei einem Nachbarn, der Jazz-Trompete spielte.
Mit 15 zeigten sich Symptome von Asthma, weshalb ihn seine Eltern in ein Schul-Blasorchester schickten. Die einzigen Instrumente, die gerade zur Verfügung standen, waren Große Trommel und Tuba. Er griff zur Tuba. Da ihm diese jedoch zu sperrig war, riet ihm der Dirigent, auf Horn umzusteigen. Ab 1927 nahm er Hornunterricht bei Earl Stricker und studierte ab 1930 an der Calumet High School. Daneben erhielt er privaten Unterricht bei Louis Dufrasne, einem damals bekannten Hornisten.
1933 folgte das erste Engagement als Solohornist im neu gegründeten Kansas City Philharmonic Orchestra. Von 1936 bis 1941 wirkte er als Solohornist im Chicago Symphony Orchestra, von 1941 bis 1945 im Cleveland Orchestra und von 1945 bis 1946 im Boston Symphony Orchestra. Nach einer kurzen Zeit, in der er wieder im Cleveland Orchestra spielte, kehrte er ins Chicago Symphony Orchestra zurück und blieb dort bis 1960.
Ab 1960 war er Professor für Horn an der Indiana University School of Music. 1978 folgte Verleihung eines Ehrendoktors für Musik von der Eastern Michigan University. Seine Lehrtätigkeit führte ihn auch an die Northwestern University, das Cleveland Institute, das Kansas City Conservatory, die DePaul University und die Roosevelt University.
Er war Mitbegründer und Ehrenmitglied der International Horn Society (IHS).
Farkas entwarf das Farkas-Horn und einige Mundstücke für Holton. Er gründete unter anderem auch einen Verlag, die Wind Music, Inc.
Er verfasste mehrere Publikationen, darunter The Art of French Horn Playing, das auch als Bibel der Hornisten bezeichnet wird.

## Publikationen
- The Art of French Horn Playing
- The Art of Brass Playing
- The Art of Musicianship

| Personendaten    | Personendaten                                                             |
| ---------------- | ------------------------------------------------------------------------- |
| NAME             | Farkas, Philip                                                            |
| KURZBESCHREIBUNG | US-amerikanischer Hornist und Mitbegründer der International Horn Society |
| GEBURTSDATUM     | 5. März 1914                                                              |
| STERBEDATUM      | 21. Dezember 1992                                                         |